# Noah Weinberg
Pour les articles homonymes, voir Weinberg.
Yisrael Noah Weinberg dit Noah Weinberg (hébreu : ישראל נח וינברג), né le 16 février 1930 dans le Lower East Side de Manhattan, New York et mort le 5 février 2009 à Jérusalem, en Israël, est un rabbin orthodoxe américain, fondateur et Rosh yeshiva de Aish HaTorah.

## Biographie
Noah Weinberg est né le 16 février 1930 dans le Lower East Side de Manhattan, New York,. Il est le fils du rabbin Yitzchak Matisyahu Weinberg et de Ayala Hinda Weinberg. Le rabbin Yitzchak Matisyahu Weinberg est né circa 1875 et est mort le 24 juin 1945 à New York. Ayala Hinda Weinberg (née Lorberbaum) est née en 1903 à Safed, en Palestine et est morte en 1972 à New York.
Le grand-père paternel de Noah Weinberg, dont il porte le prénom,  est un Rebbe hassidique, le rabbin Noach Weinberg de Slonim, né à Slonim, en Biélorussie et mort le 20 septembre 1927 à Tibériade en Palestine.

## Œuvres
- (en) Noah Weinberg & Yaakov Salomon. What the Angel Taught You: Seven Keys to Life Fulfillment, Shaar Press. 2003.  (ISBN 1578191351) (ISBN 9781578191352)
- (en) Noah Weinberg. Five Levels of Pleasure: Enlightened Decision-Making for Success in Life, SelectBooks, 2008.  (ISBN 1590791231),  (ISBN 9781590791233)